# أولاد مالك (الرداندة أولاد مالك)
أولاد مالك هي إحدى مشيخات المملكة المغربية، تتبع جغرافيا لإقليم بنسليمان وإداريًا لالرداندة أولاد مالك. يقدر عدد سكانها بـ 18864 نسمة حسب الإحصاء الرسمي للسكان والسكنى لسنة 2004.